# Thanh mai
Thanh mai hay dâu rượu (danh pháp khoa học: Myrica esculenta) là loài thực vật bản địa của Nepal, Ấn Độ, Trung Quốc (tây bắc Quảng Đông, Quảng Tây, tây và nam Quý Châu, nam Tứ Xuyên, Vân Nam), Bhutan, Myanmar, Thái Lan, Việt Nam. Loài này được Buch.-Ham. ex D. Don miêu tả khoa học đầu tiên năm 1825.
Quả thanh mai là loại quả rừng phổ biến ở các vùng núi phía Bắc Việt Nam như Lạng Sơn, Lào Cai, Bắc Kạn. Quả có hình tròn nhỏ, đường kính khoảng 1,5–3 cm, vỏ ngoài sần sùi với gai mềm, màu đỏ sẫm hoặc tím đen khi chín. Ruột quả mềm, màu đỏ hoặc hồng, có vị chua ngọt đặc trưng và một hạt lớn bên trong. Thanh mai thường được dùng để ăn tươi, ngâm rượu, làm siro hoặc mứt, có tác dụng giải nhiệt, hỗ trợ tiêu hóa và bổ sung vitamin C. Mùa thanh mai khá ngắn, thường kéo dài từ tháng 4 đến tháng 6 hằng năm. Đây là loại quả được ưa chuộng nhờ hương vị thanh mát và giá trị dinh dưỡng cao.

## Hình ảnh

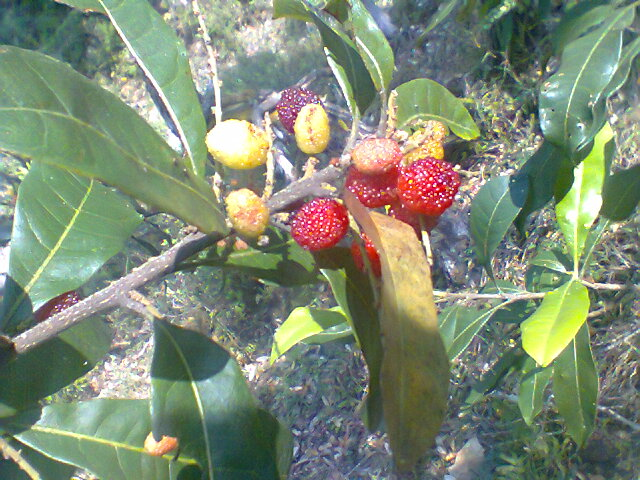